# Syvänoja
Syvänoja – wieś w Finlandii, w rejonie Uusimaa, w gminie Pukkila.